# Distrito de Ccorca
El distrito de Ccorca es uno de los ocho que conforman la provincia del Cuzco, ubicada en el departamento del Cuzco en el Sur del Perú.

## Historia
Este distrito fue creado mediante Ley N.º 9549 del 14 de enero de 1942, en el primer gobierno del Presidente Manuel Prado Ugarteche.

## Geografía
El territorio de este distrito se extiende en 188,56 kilómetros cuadrados y tiene una altitud de 3 625 metros sobre el nivel del mar. 

## Población
El distrito tiene una población aproximada de 2 400 habitantes.

## Autoridades

### Municipales
- 2023 - 2026
  - Alcalde: Mario Chávez Soto
  - Regidores:

  1. Sandra Ccahuana Tinta
  2. Jose Quispe Choque
  3. Yhony Marleny Huayaconza Huillcas
  4. David Huaman Cconcha
  5. Santos Huaman Mayta

Alcaldes anteriores
- 2019-2022:Wilber Lucio Huamán Cconcha
- 2011-2014:[2] David Quispe Orozco
- 2007-2010: Edgar Ulises Meza García.

## Festividades
- Santiago
- Virgen de la Asunción